# Jiří Bubla
Jiří Bubla (* 27. ledna 1950 Ústí nad Labem) je bývalý československý hokejový obránce a trojnásobný mistr světa, člen Síně slávy českého hokeje. V 80. letech 20. století hrál v NHL za tým Vancouver Canucks.

## Kariéra
Od počátku své vrcholové kariéry patřil k nejpřednějším českým hokejovým obráncům. Za svou kariéru získal tři tituly mistra světa (1972, 1976, 1977), třikrát na stejné akci získal stříbro a jednou byl bronzový. V roce 1976 si zahrál finále s národním týmem také na Kanadském poháru. Ve stejném roce pak s národním týmem vybojoval i stříbrnou medaili na Zimních olympijských hrách v Innsbrucku. Startoval také na ZOH 1980, kde Čechoslováci skončili na pátém místě. Za reprezentaci odehrál 230 zápasů, ve kterých vstřelil 37 branek.
V československé lize hrál za Duklu Jihlava, se kterou získal dva mistrovské tituly, a za Litvínov, kde se později začal hokejem na nejvyšší úrovni živit i jeho syn Jiří Šlégr. V roce 1981 emigroval a v letech 1981–1986 působil v NHL v týmu Vancouver Canucks.
Po skončení kariéry hráče byl v roce 1987 v době Mistrovství světa ve Vídni zatčen za účast ve skupině pašeráků drog. Zemským soudem ve Vídni byl odsouzen k pěti letům za pašování čtyř kilogramů heroinu a v rakouském vězení strávil téměř čtyři roky.
Po ukončení hokejové kariéry působil v Litvínově jako sportovní manažer. Z této funkce byl 1. března 2012 odvolán kvůli špatným výsledkům A-týmu.